# 1870年のサッカー
以下は1870年のサッカーについて述べる

## 出来事
5月5日
イングランドとスコットランドとの国際親善試合はロンドンのジ・オーバルで行われ1-1で引き分けた。その後第2戦が11月19日に行われ2-1でイングランドが勝利した。

## この年のクラブ創設
イングランド
- アビントンタウンFC
- ロザラムカウンティ

 スコットランド
- ストレンラーFC